# Анібалєво
Аніба́лєво (біл. Анібалева) — село в складі Оршанського району розташованого у Вітебській області Білорусі. Село входить до складу Андрєєвщинської сільської ради.
Веска Анібалево розташована на півночі Білорусі, у південній частині Вітебської області.